# Protocole de Göteborg
Le Protocole de Göteborg relatif à la réduction de l'acidification, de l'eutrophisation et de l'ozone troposphérique (connu sous le nom de Protocole de Göteborg ou de « Protocole multi-polluants/multi-effets ») est un traité international adopté le 30 novembre 1999 à Göteborg, en Suède, conçu pour réduire l'acidification, l'eutrophisation et l'ozone troposphérique en fixant des plafonds d'émissions pour le dioxyde de soufre, les oxydes d'azote, les composés organiques volatils et l'ammoniac à respecter d'ici 2010. En mars 2025, le Protocole avait été ratifié par 32 parties, dont 31 États et l’Union européenne. 
Le Protocole fait partie de la Convention sur la pollution atmosphérique transfrontière à longue distance de 1979 (CPATLD). La Convention est un accord international visant à protéger la santé humaine et l’environnement naturel contre la pollution atmosphérique par le contrôle et la réduction de la pollution, y compris la pollution atmosphérique transfrontière à longue distance.
La portée géographique du Protocole comprend l’Europe, l’Amérique du Nord et les pays d’Europe de l’Est, du Caucase et d’Asie centrale (EOCAC).
Le 4 mai 2012, lors d'une réunion à l'Office des Nations Unies à Genève, les Parties au Protocole de Göteborg ont convenu d'un nombre substantiel de révisions, la plus importante étant l'inclusion d'engagements des Parties à réduire davantage leurs émissions jusqu'en 2020. Ces amendements sont entrés en vigueur le 7 octobre 2019, sauf pour l'Arménie qui ne les a pas encore ratifiés.

## Contexte
Les polluants émis dans un pays peuvent se déposer dans d’autres États, eu égard au fait que les polluants peuvent être transportés sur des centaines de kilomètres par le vent. Les dépôts de polluants dans un pays peuvent largement dépasser la quantité de pollution produite au niveau national en raison de la pollution provenant d’un ou de plusieurs pays situés en amont. 
En 1976, les ministres de l’environnement des pays nordiques ont proposé une convention européenne sur la pollution atmosphérique transfrontière qui mettait l’accent sur les composés soufrés, la Convention sur la pollution atmosphérique transfrontière à longue distance (CPATLD). Après des négociations, 34 États et la Commission européenne ont signé cette Convention en 1979 à Genève. Elle est entrée en vigueur en 1983 et a été ratifiée par 47 pays européens, deux pays d'Amérique du Nord (le Canada et les États-Unis), l'Arménie et l'Azerbaïdjan.  La CPATLD comprend désormais huit protocoles qui identifient les obligations spécifiques que doivent assumer les Parties.
Le Protocole de Göteborg a été adopté le 30 novembre 1999 à Göteborg, en Suède, pour soutenir la CPATLD. Il a été ouvert à la signature à Göteborg le 30 novembre et le 1er décembre, puis jusuq'au 30 mai 2000, au Siège des Nations unies à New York. Il est entré en vigueur le 17 mai 2005, après le dépôt de l'instrument d'approbation du Portugal.

## Contenu

### Éléments du protocole
Les détails du Protocole sont identifiés dans une série d'annexes qui traitent de polluants spécifiques et de secteurs de sources d'émission (par exemple, Annexe V : « Valeurs limites pour les émissions d'oxydes d'azote provenant de sources fixes »). Les annexes permettent généralement au Canada et aux États-Unis de participer avec des engagements différents de ceux des autres Parties au Protocole. Cela est dû à la nature réglementaire différente du Canada et des États-Unis par rapport à la plupart des pays européens.
Les principales stipulations du Protocole et de ses annexes sont les suivantes :
- Annexe I - Charges et niveaux critiques[6]
- Annexe II - Émissions maximales admissibles (plafonds d'émission)[7] sont adoptées pour 2010 pour le soufre, les oxydes d'azote (NO x ), les composés organiques volatils (COV) et l'ammoniac (NH3). La sélection des niveaux d’émission spécifiques (en tonnes par an) a été basée sur les effets prévus des polluants et sur les options et les coûts de contrôle des polluants. Des limites d’émission sont fixées pour chaque pays participant[8]. Les Parties dont les niveaux d’émission des polluants les plus nocifs sont importants et dont la réduction des émissions est relativement peu coûteuse doivent procéder à des réductions d’émissions plus importantes.

À la suite de la révision du Protocole de Göteborg, sur laquelle les Parties se sont entendues en mai 2012, l’annexe 2 contient désormais également des engagements de réduction, exprimés en pourcentage de réduction par rapport aux niveaux d’émissions de 2005, que les Parties devront respecter en 2020.
- Les annexes IV, V, VI, VIII et IX énumèrent les « valeurs limites » pour des sources d’émission spécifiques, telles que les installations de combustion, la production d’électricité, la production de ciment ou le nettoyage à sec. Les meilleures techniques disponibles sont nécessaires pour contrôler les émissions. À l’exception de l’annexe 9, toutes les valeurs limites d’émission spécifiées ont également été mises à jour en 2012 par les Parties.
  - L'annexe IV concerne le soufre provenant de sources fixes[9]
  - L'annexe V concerne les oxydes d'azote (NOx ) provenant de sources fixes[10]
  - L'annexe VI concerne les composés organiques volatils (COV) provenant de sources fixes[11]
  - L'annexe VIII concerne les carburants et les nouvelles sources mobiles[12]
  - L'annexe IX concerne l'ammoniac (NH3) provenant de sources agricoles[13]

Les documents d’orientation adoptés conjointement avec le Protocole fournissent une gamme de techniques de réduction et d’instruments économiques pour la réduction des émissions. Parmi les sources d’émission spécifiques, le Protocole établit des limites d’émission de NOx pour les gros moteurs stationnaires. Les limites d’émission pour les nouvelles sources fixes devraient être appliquées dans un délai d’un an après la date d’entrée en vigueur du Protocole pour la Partie concernée.
- La teneur maximale en soufre est fixée à 0,2 % pour les carburants à base de gazole (autres que les carburants utilisés dans les véhicules) à compter de juillet 2000 et à 0,1 % à compter de janvier 2008.

### Mise en œuvre et résultats
Au sein de l’Union européenne, le Protocole de Göteborg est mis en œuvre au moyen d'une directive sur les plafonds d’émission nationaux (PÉN). Le texte de référence est la directive (EU) 2016/2284 du Parlement européen et du Conseil du 14 décembre 2016 concernant la réduction des émissions nationales de certains polluants atmosphériques, modifiée.
De tous les pays qui ont ratifié le Protocole de Göteborg de 1999, la plupart devraient respecter leurs obligations. Les progrès réalisés en matière de réduction des émissions de soufre ont été supérieurs aux engagements du Protocole en raison d’un passage généralisé de l’Europe du charbon au gaz naturel comme combustible industriel dans les années 1970 et 1980. En conséquence, l’acidification des forêts et des lacs a été stoppée dans de grandes parties de l’Europe. La réduction des émissions de NOx provenant du trafic est inférieure aux prévisions initiales. Le Protocole n’exigeait que des réductions modestes des émissions d’ammoniac et, par conséquent, dans la plupart des régions d’Europe, les dépôts excédentaires d’azote ne seront réduits que d’un faible pourcentage.
On prévoit que la mise en œuvre du Protocole en Europe réduira les émissions de soufre d’au moins 63 %, les émissions de NOx de 41 %, les émissions de COV de 40 % et les émissions d’ammoniac de 17 % par rapport aux niveaux de 1990. En outre, la mise en œuvre du Protocole en Europe permettra de :
- réduire la superficie d’acidification excessive de 93 millions d’hectares en 1990 à 15 millions d’hectares ;
- réduire la superficie d’eutrophisation excessive de 165 millions d’hectares en 1990 à 108 millions d’hectares, et ;
- réduire de 50 % le nombre de jours avec des niveaux excessifs d’ozone.

En conséquence, on estime que les années de vie humaines perdues en raison des effets chroniques de l’exposition à l’ozone seront inférieures d’environ 2 300 000 en 2010 à celles de 1990. De plus, il y aura environ 47 500 décès prématurés de moins dus à l’ozone et aux particules en suspension dans l’air. En outre, la quantité de végétation exposée à des niveaux excessifs d’ozone sera réduite de 44 % par rapport aux niveaux de 1990.
Toutefois, dans de grandes parties de l’Europe, l’exposition humaine aux particules fines et à l’ozone restera supérieure aux recommandations de l’Organisation mondiale de la santé. Au Benelux, dans la zone du Pô, en Russie et en Ukraine, les risques sanitaires resteront plus élevés que dans le reste de l’Europe. Les pays d'Europe de l’Est qui n’ont pas ratifié le Protocole devraient souffrir d’une pollution atmosphérique croissante. En raison du grand potentiel de mesures de réduction des émissions à faible coût dans cette région, des efforts politiques accrus sont en cours dans ce sens pour des pays comme la Russie et l’Ukraine. La réduction des émissions du transport maritime et des mesures en matière de politique climatique offrent des possibilités de réduire la pollution atmosphérique dans les pays de l’UE à des coûts relativement faibles. D’autres préoccupations concernent les effets négatifs de la combustion de la biomasse et du biodiesel sur la qualité de l’air.

## Révisions du Protocole de Göteborg
En décembre 2007, des efforts ont été entrepris pour réviser le Protocole de Göteborg. Ces révisions ont été conclues lors d’une réunion des Parties au Protocole à Genève en mai 2012. Les Parties sont convenues d’inclure des engagements de réduction des émissions plus stricts pour 2020, y compris des objectifs de réduction des particules fines (PM). Par la suite, les annexes techniques ont également été modifiées pour les mettre à jour avec des valeurs limites d’émission améliorées. Le Protocole comprend désormais également, en tant que premier accord international entre pays, des mesures visant à lutter contre les facteurs de forçage climatique à courte durée de vie, tels que le carbone noir.
Les travaux de révision du Protocole ont été coordonnés par le Groupe de travail sur les stratégies et l’examen et soutenus par divers groupes techniques, tels que le Groupe d’experts sur les questions technico-économiques.